# Islas Alhucemas
Las islas Alhucemas constituyen un conjunto de tres islotes bajo soberanía española situados en la bahía de Alhucemas, frente a la costa mediterránea de Marruecos. Están clasificadas históricamente como «plazas menores» dentro de las plazas de soberanía.

## Descripción
Se trata del peñón de Alhucemas y los islotes de Tierra y Mar. Se encuentran situadas a unos 155 kilómetros al este de la ciudad de Ceuta y a unos 100 kilómetros al oeste de la de Melilla. Las islas de Mar y Tierra se encuentran situadas al noroeste del peñón y a una distancia de este de 800 y 900 metros, respectivamente, y a apenas 50 metros de la costa. Al contrario que el peñón, ocupado por una pequeña guarnición española, ambas están deshabitadas; la primera de ellas se usó un tiempo como cementerio. Las islas Alhucemas llegaron a tener una población de 350 habitantes. Actualmente, la soberanía española sobre las islas no tiene peligro, pero es reclamado como territorio de Melilla.

## Geografía
La superficie total de las islas es de unos 0,046 km². Las tres islas son de tamaño similar: isla de Mar con 1,4 ha, isla de Tierra con 1,7 ha y el peñón con 1,5 ha. La mayor altura del conjunto la alcanza también este último, con una cota de 27 metros sobre el nivel del mar. La isla de Mar no supera los 4 metros de altura en tanto que la isla de Tierra asciende hasta unos 11 metros. 

### Peñón de Alhucemas

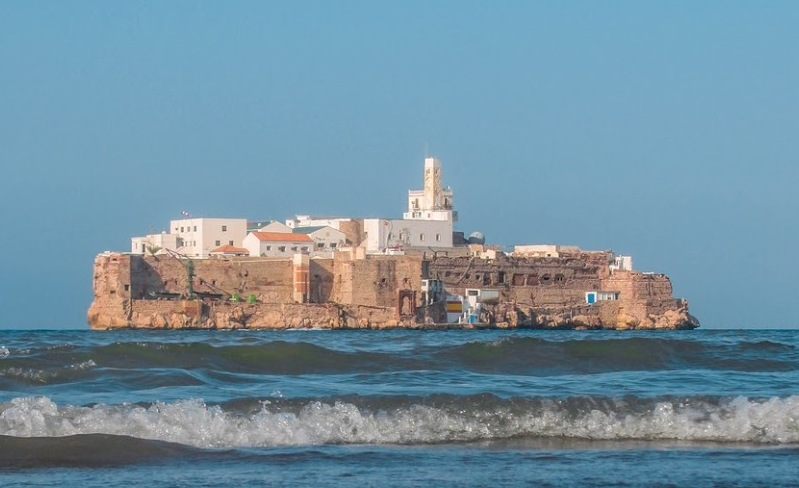
Vista del peñón.

El peñón de Alhucemas mide unos 170 metros de largo por 86 de ancho, cuenta con una extensión superficial aproximada de 0,015 km² y tiene una altitud máxima de 27 metros en su parte norte. La isla tiene unos 480 metros de perímetro, siendo la mayor parte en forma de acantilado. Está toda ella compuesta por edificios de diferentes épocas, restos de fortificaciones y baterías. Dispone de una iglesia, un faro, varias casas, un puerto y un fuerte con almacenes. También dispone de un aljibe, que periódicamente se rellena con agua traída en  barco desde la península. Es el punto de amarre de varios cables submarinos unidos a Melilla, Ceuta y la península ibérica. Lo custodian de forma permanente fuerzas militares pertenecientes al Regimiento de Artillería Mixto n.º 32 de Melilla. Unido a la isla principal mediante un pequeño puente se encuentra el diminuto islote llamado La Pulpera, que sirvió en tiempos de cementerio.

### Islas de Tierra y de Mar
Tanto la isla de Tierra como la de Mar se encuentran deshabitadas y no tienen ninguna edificación.
La isla de Tierra asciende hasta unos 11 metros sobre el nivel del mar. Está a unos 50 metros de las playas marroquíes.
La isla de Mar no supera los 4 metros de altura sobre el nivel del mar. Se llegó a utilizar como cementerio.
Ambas islas están situadas a pocos metros de la playa de Sfiha, y gozan de gran reputación entre los veraneantes como trampolín y zona de juegos. Desde los sucesos de la isla de Perejil, fueron cercadas de alambre de espino. Desde entonces se ha formado un núcleo reproductor de gaviota de Audouin gracias a la tranquilidad que se le garantiza.

## Historia
Las islas pertenecen a la Corona española desde 1560, cuando el sultán Muley Abdalá se las cedió a Felipe II a cambio de la protección de las invasiones otomanas. Fueron ocupadas definitivamente el 28 de agosto de 1673, reinando Carlos II, por una escuadra dirigida por el general de armada Andrés Dávalos, marqués de Montesarchio, que la bautizó «San Agustín y San Carlos de Alhucemas» en honor a los barcos que le transportaron con el fin de actuar contra los corsarios berberiscos. Desde entonces siempre ha existido una guarnición española en la isla. La actual está constituida por una guarnición de unos 30 componentes, pertenecientes al Regimiento de Artillería Mixto n°32.
Las islas Alhucemas llegaron a tener una población de 350 habitantes que ejercían el comercio con la cercana cábila de Beni Urriaguel. Más tarde se convirtió en un penal de presos comunes, políticos y desterrados. En 1838 sufrió una sublevación de los presos políticos.
En 1902 Francia reconoció la soberanía española del peñón. En 1921 sufrió un ataque por parte de los hombres de Abd el-Krim durante la guerra del Rif. En 1922 las baterías cabileñas hundieron el vapor Juan de Juanes, que ejercía las funciones de correo con Melilla. Está situado todavía hoy a unos 150 metros al norte de la isla. En 1925 participó en el desembarco de Alhucemas como posición avanzada de combate, ya que tenía 24 piezas de artillería con obuses de 155 y cañones de 7,5 a fin de apoyar la operación, con independencia de la artillería móvil de las unidades de desembarco.
En 2002, durante el incidente de la isla de Perejil, las islas de Mar y Tierra fueron ocupadas por legionarios españoles, los cuales instalaron algunas tiendas de campaña y alambradas de espino, con el fin de evitar el acceso a la zona por parte de los bañistas de una playa cercana. El suceso provocó críticas por parte del alcalde de Alhucemas.
En 2012, 83 inmigrantes ocuparon la isla de Tierra pero los militares y la policía española los desalojaron a los pocos días.